# Kriebitzsch
Kriebitzsch est une commune allemande de l'est du land de Thuringe située dans l'arrondissement du Pays-d'Altenbourg. Kriebitzsch fait partie de la Communauté d'administration de Rositz.

## Géographie

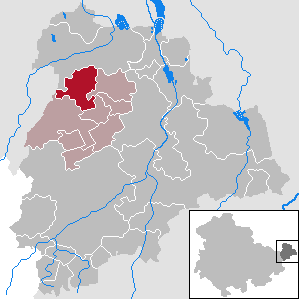
Situation de Kriebitzsch dans l'arrondissement d'Altenbourg

Kriebitzsch est située dans le nord-ouest de l'arrondissement, à la limite avec l'arrondissement du Burgenland en Saxe-Anhalt, en bordure de la plaine de Leipzig, à 9 km au nord-ouest d'Altenbourg. Elle est composée de trois quartiers :
- Kriebitzsch ;
- Altpoderschau ;
- Zechau.

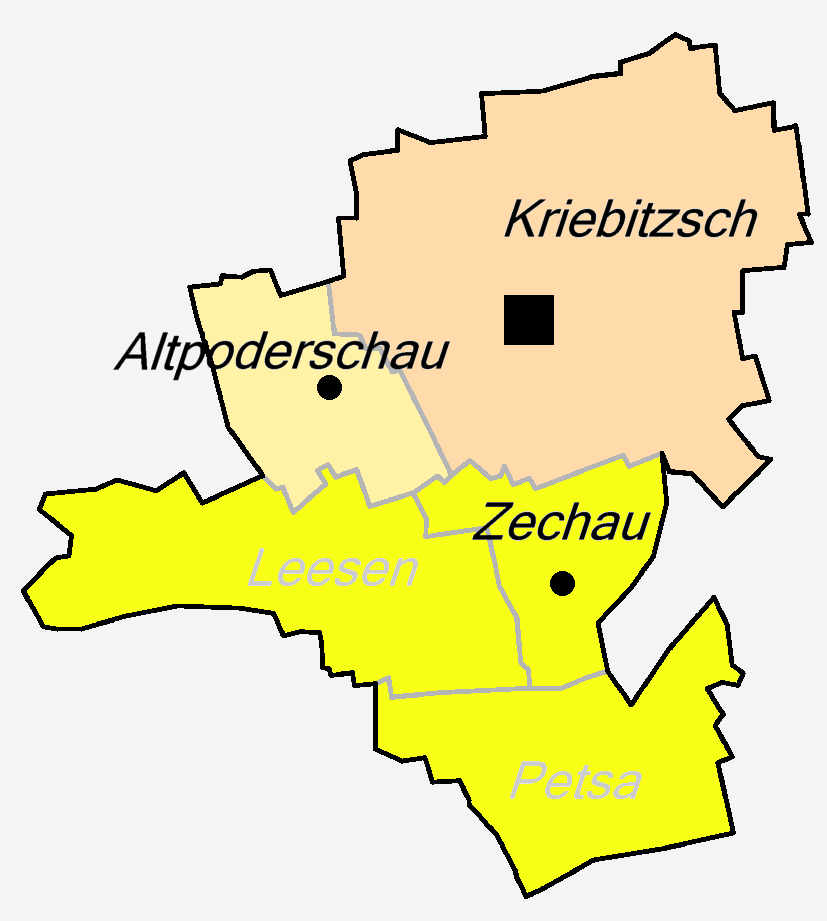
Les différents quartiers de Kriebitzsch

Communes limitrophes (en commençant par le nord et dans le sens des aiguilles d'une montre) : ville de Meuselwitz, Rositz, Lödla, Monstab, Großröda, Starkenberg et Elsteraue.

## Histoire
La première mention écrite du village date de 1216. Kreibitzsch a été un site d'exploitation du lignite.
Pendant la Seconde Guerre mondiale, un camp de travailleurs forcés (100 personnes) a fonctionné dans le village de Zechau pour le compte de l'entreprise pétrolière DEA (Deutsche Erdoel-Actiengesellschaft).

### Incorporations de communes
Plusieurs communes ont été incorporées au territoire de Kriebitzsch : Altpoderschau et Zechau.

## Démographie
Commune de Kriebitzsch dans ses limites actuelles :
| 1900  | 1933  | 1939  | 1995  | 2000  | 2005  | 2010  |
| ----- | ----- | ----- | ----- | ----- | ----- | ----- |
| 2 400 | 4 236 | 4 041 | 1 462 | 1 318 | 1 249 | 1 132 |

## Personnalités liées à la ville
- Walter Libuda (1950-), peintre né à Zechau.